# Tirtha
La palabra sánscrita tīrtha (en letra AITS, तीर्थ) es ―en el contexto de las religiones indias como el hinduismo o el jainismo― un lugar sagrado y generalmente centro de peregrinación. El término hace referencia a un vado, es decir una zona en la que se puede cruzar con mayor facilidad un río o un cuerpo de agua. Se entiende por tanto, que estos lugares son zonas en las que es más fácil obtener la liberación del samsara.

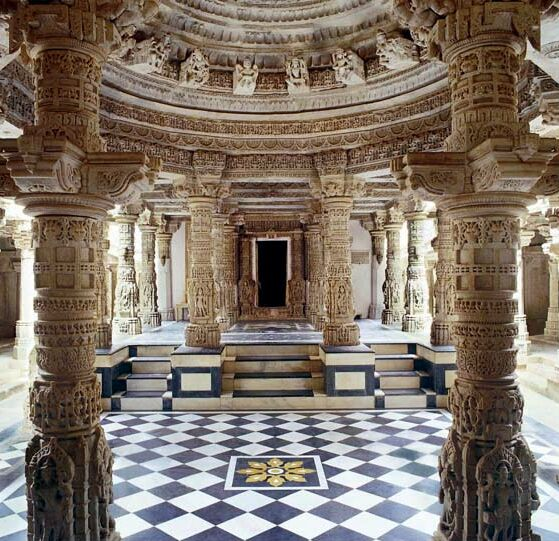
Templo de Adishwar, en el complejo de Templos de Dilwara en el Monte Abu, un ejemplo de tirtha para la comunidad jainista.

## En el jainismo
En el jainismo un tirtha es un lugar de peregrinación además del nombre de cada una de las cuatro ramas que componen la comunidad de ascetas. El jainismo considera que en esos lugares puede obtenerse el moksa con mayor facilidad. En el jainismo, los seres humanos que alcanzaron esta liberación se conocen como tirthankaras, hacedores de vados. 
Todos estos lugares están relacionados con la vida de los tirthankaras o de otras figuras relevantes para la comunidad. A diferencia del hinduismo, cuyos tirthas suelen estar frecuentemente ubicados cerca de ríos, los jainistas no valoran especialmente la presencia de agua. De hecho, la mayoría de los tirthas del jainismo se encuentran en montañas, por ejemplo los 24 tirthankaras alcanzaron la liberación en la cima de montañas.
También son lugares de peregrinación los tirtha-kshetras, lugares en los que los grandes ascetas, conocidos como Arihant, se iluminaron, alcanzaron el kevala-gñana (omnisciencia) o lugares donde los tirthankaras predicaron la austeridad o vivieron sucesos especiales.